# BASIC Computer Games
BASIC Computer Games - це збірник лістингів комп'ютерних ігор мовою BASIC зібраних Девідом Г. Алом. Деякі з ігор були написані або модифіковані самим Елом. Серед найвідоміших ігор з цієї книжки були Hamurabi та Super Star Trek.
Вперше опублікована в 1973 році під назвою 101 BASIC Computer Games, вона використовувала версію BASIC для мінікомп'ютерів DEC. Ал купив права на книжку і переопублікував її під новою назвою, пізніше перенісши ігри на Microsoft BASIC для нового ринку мікрокомп'ютерів. На початку 1980-тих, коли на ринку були десятки мільйонів домашніх комп'ютерів, ця книжка про комп'ютерні ігри, стала першою, яку було продано мільйонним тиражем.

## Історія
Приблизно в 1971-му році, Ал портував дві популярні мейнфреймові ігри з мови FOCAL розробленої в DEC на BASIC: Hamurabi та Lunar Lander. Він опублікував ці версії в освітньому бюлетені DEC, EDU, редактором якого він був. Ігри здобули велику популярність і Ал закликав читачів присилати йому ще ігор для майбутніх випусків бюлетеня, швидко зібравши велику кількість, більшість з яких надходили від учнів старших класів.
В 1974 році Ал залишив DEC щоб заснувати журнал Creative Computing. Він викупив у DEC права на книжку та перевидав її під назвою BASIC Computer Games. Це було приблизно в той час, коли почали з'являтися перші персональні комп'ютери, і книжка стала популярною серед їх власників. Випуск комп'ютерів «Трійки 1977» (Apple II, Commodore PET та TRS-80) невдовзі був повторений багатьма новими конкуруючими платформами мікрокомп'ютерів, які мали підтримку BASIC, і попит на книжку призвів до наступного видання в 1978. Продажі роками залишались високими, і породили подібні збірки: More Basic Computer Games (1979), Big Computer Games (1984) та Basic Computer Adventures (1984), з перекладами на шість мов.

## Ігри
- Chomp[en]
- Hexapawn[en]
- Hamurabi
- Nim
- Super Star Trek[en]

## Сприйняття
Перша версія книжки була надрукована двічі і загалом було продано близько 10 000 копій. Ал пізніше зауважував, що “книжок було набагато більше ніж комп'ютерів, тож люди купляли по три, чотири чи п'ять книжок на кожен комп'ютер.”
Друга версія передруковувалась багаторазово і стала першою книгою про комп'ютери, яку продали мільйонним тиражем. Гаррі МакКракен назвав її «Найвпливовішою книгою ери BASIC».

## Спадок
Ігри можна запускати на комп'ютерах з Microsoft Windows за допомогою інтерпретатора GW-BASIC.
Також ігри можна грати за допомогою середовища Microsoft Small Basic. В 2010 була випущена версія книги для Small Basic, під назвою Basic Computer Games: Small Basic Edition.

## Зноски
1. ↑  Anderson, J. J. "Dave tells Ahl—the history of Creative computing", Creative Computing, Volume 10 (November 1984), p. 66-8+
2. 1 2 3 4  Harry McCracken, "Fifty Years of BASIC, the Programming Language That Made Computers Personal" [Архівовано 5 лютого 2016 у Wayback Machine.], Time, 29 April 2014
3. ↑  Archived version of GW-BASIC
4. ↑  Microsoft Small Basic website. Архів оригіналу за 16 березня 2013. Процитовано 31 грудня 2019.
5. ↑  Small Basic Computer Games [Архівовано 16 листопада 2016 у Wayback Machine.] на сайті computerscienceforkids.com